# 黑山都主教区
黑山都主教区（羅馬化：Mitropolstvo Crnogorsko），又称黑山采邑主教区，是黑山历史上的一个塞尔维亚正教神权国家，存在于1516年—1852年。该国起源于采蒂涅教区（现称黑山和沿海地区都主教区）。采蒂涅教区的主教们反抗奥斯曼帝国的统治，将采蒂涅教区变成一个事实上的神权国家，以都主教（又称采邑主教）的身份统治该国。
瓦维拉是黑山都主教区成为独立政权后的第一任采蒂涅都主教。达尼洛一世任采蒂涅都主教时，将采邑主教的产生方式改为世袭制，达尼洛一世是彼得罗维奇-涅戈什家族中首位担任采蒂涅都主教的人，他联合黑山的多个部族，共同抵抗当时占领黑山（设为黑山桑贾克和黑山行省）和大部分东南欧的奥斯曼帝国。1768年—1773年，自称俄罗斯皇帝彼得三世的冒名者小斯切潘加冕自己为黑山沙皇，将黑山都主教区短暂变为绝对君主制国家。1852年，黑山都主教达尼洛二世将黑山都主教区改制为世俗国家——黑山公国。